# Inégalité de Bennett
L'inégalité de Bennett est une inégalité de concentration donnant une majoration de la fonction génératrice des cumulants de la somme de variables indépendantes majorées centrées et majore en conséquence la probabilité que cette somme dévie avec une quantité donnée. Cette inégalité a été démontrée en 1962 par George Bennett de l'université de Nouvelle-Galles du Sud.

## Énoncé
Soient {\displaystyle X_{1},\dots ,X_{n}} des variables aléatoires indépendantes (non nécessairement de même loi) de variance finie et tels que {\displaystyle X_{i}\leq b} presque-sûrement pour tout {\displaystyle 1\leq i\leq n} et {\displaystyle b>0}. On pose {\displaystyle S=\textstyle \sum _{i=1}^{n}(X_{i}-\mathbb {E} [X_{i}])} et {\displaystyle v=\textstyle \sum _{i=1}^{n}\mathbb {E} [X_{i}^{2}]}. Pour tout {\displaystyle \lambda >0}, 
 où {\displaystyle \phi (u)=e^{u}-u-1} pour {\displaystyle u\in \mathbb {R} }. En appliquant l'inégalité de Chernoff on obtient en particulier que pour tout {\displaystyle t>0}, 
 où {\displaystyle h(u)=(1+u)\log(1+u)-u} pour {\displaystyle u>0}.